# 수원시의회
수원시의회는 경기도 수원시 지역을 관할하는 기초의회이다.